# العلاقات الباهاماسية الفنلندية
العلاقات الباهاماسية الفنلندية هي العلاقات الثنائية التي تجمع بين باهاماس وفنلندا.

## مقارنة بين البلدين
هذه مقارنة عامة ومرجعية للدولتين:
| وجه المقارنة                                              | باهاماس      | فنلندا                                                                               |
| --------------------------------------------------------- | ------------ | ------------------------------------------------------------------------------------ |
| المساحة (كم2)                                             | 13.88 ألف    | 338.42 ألف                                                                           |
| عدد السكان (نسمة)                                         | 395.36 ألف   | 5.52 مليون                                                                           |
| الكثافة السكانية (ن./كم²)                                 | 28.48        | 16.31                                                                                |
| العاصمة                                                   | ناساو        | هلسنكي                                                                               |
| اللغة الرسمية                                             | لغة إنجليزية | اللغة الفنلندية، اللغة السويدية                                                      |
| العملة                                                    | دولار بهامي  | يورو، ماركا فنلندية                                                                  |
| الناتج المحلي الإجمالي (بليون دولار)                      | 12.16 مليار  | 251.88 مليار                                                                         |
| الناتج المحلي الإجمالي (تعادل القوة الشرائية) بليون دولار | 8.92 مليار   | 231.84 مليار                                                                         |
| الناتج المحلي الإجمالي الاسمي للفرد دولار أمريكي          | 22.82 ألف    | 42.31 ألف                                                                            |
| الناتج المحلي الإجمالي للفرد دولار أمريكي                 |              | 40.68 ألف                                                                            |
| مؤشر التنمية البشرية                                      | 0.790        | 0.883                                                                                |
| رمز المكالمات الدولي                                      | +1242        | +358                                                                                 |
| رمز الإنترنت                                              | .bs          | .fi                                                                                  |
| المنطقة الزمنية                                           | 00           | ت ع م+02:00، ت ع م+03:00، أوروبا/هلسنكي ‏، توقيت شرق أوروبا، توقيت شرق أوروبا الصيفي ‏ |

## منظمات دولية مشتركة
يشترك البلدان في عضوية مجموعة من المنظمات الدولية، منها:
| علم المنظمة | اسم المنظمة                               | تاريخ انضمام باهاماس | تاريخ انضمام فنلندا |
| ----------- | ----------------------------------------- | -------------------- | ------------------- |
|             | مؤسسة التنمية الدولية                     | 23 يونيو 2008        | 29 ديسمبر 1960      |
|             | يونسكو                                    | 23 أبريل 1981        | 10 أكتوبر 1956      |
|             | وكالة ضمان الاستثمار متعدد الأطراف        | 4 أكتوبر 1994        | 28 ديسمبر 1988      |
|             | الأمم المتحدة                             | 18 سبتمبر 1973       | 14 ديسمبر 1955      |
|             | الفريق المعني برصد الأرض                  | ?                    | ?                   |
|             | الاتحاد البريدي العالمي                   | ?                    | ?                   |
|             | البنك الدولي للإنشاء والتعمير             | 21 أغسطس 1973        | 14 يناير 1948       |
|             | الاتحاد الدولي للاتصالات                  | 19 أغسطس 1974        | 1 سبتمبر 1920       |
|             | منظمة حظر الأسلحة الكيميائية              | ?                    | ?                   |
|             | مؤسسة التمويل الدولية                     | 8 ديسمبر 1986        | 20 يوليو 1956       |
|             | المركز الدولي لتسوية المنازعات الاستشارية | 18 نوفمبر 1995       | 8 فبراير 1969       |
|             | منظمة الشرطة الجنائية الدولية             | ?                    | ?                   |

## وصلات خارجية
- موقع وزارة الخارجية الفنلندية